# Physoconops magnus
Physoconops magnus är en tvåvingeart som först beskrevs av Samuel Wendell Williston  1892.  Physoconops magnus ingår i släktet Physoconops och familjen stekelflugor. Inga underarter finns listade i Catalogue of Life.